# Matang Raya Blang Sialet
Matang Raya Blang Sialet is een bestuurslaag in het regentschap Aceh Utara van de provincie Atjeh, Indonesië. Matang Raya Blang Sialet telt 771 inwoners (volkstelling 2010).